# Vichtenstein
Vichtenstein är en ort och kommun i Österrike. Den ligger i distriktet Schärding i förbundslandet Oberösterreich, 200 kilometer väster om huvudstaden Wien. Kommunen gränsar i norr till floden Donau som här utgör gräns mot Bayern i Tyskland.
Kommunen består av tre orter (Ortschaften) (inom parentes invånarantal 1 januari 2024):
- Kasten (183)
- Vichtenstein (413)
- Wenzelberg (30)